# Purdka
Purdka (deutsch Klein Purden) ist ein Ort in der polnischen Woiwodschaft Ermland-Masuren. Es gehört zur Gmina Purda (Landgemeinde Groß Purden) im Powiat Olsztyński (Kreis Allenstein).

## Geographische Lage
Purdka liegt westlich des Purdensee (polnisch Jezioro Purda) im Westen der Woiwodschaft Ermland-Masuren, 17 Kilometer südöstlich der Kreis- und Woiwodschaftshauptstadt Olsztyn (deutsch Allenstein).

## Geschichte
Am 26. Januar 1374 wurde Klein Purden als Bienendorf gegründet. Im Jahre 1785 wurde es als „Königliches Bauerndorf im Amt Allenstein“ mit vier Feuerstellen erwähnt, und anlässlich einer Volkszählung wurde 13 Wohngebäude bei 100 Einwohnern festgestellt.
Als am 7. Mai 1874 der Amtsbezirk Puden im ostpreußischen Kreis Allenstein errichtet wurde, wurde Klein Purden eingegliedert. Er bestand bis 1945. Im Jahre 1910 zählte Klein Purden 151 Einwohner.
Am 30. September 1929 wurde das Forsthaus Mendrienen (polnisch Mędrzyny) nach Klein Purden eingemeindet. Die Zahl der Einwohner stieg bis 1933 auf 207 und belief sich 1939 auf 193.
Mit dem gesamten südlichen Ostpreußen kam Klein Purden 1945 in Kriegsfolge zu Polen. Das Dorf erhielt die polnische Namensform „Purdka“ und ist heute eine Ortschaft im Verbund der Landgemeinde Purda (Groß Purden) im Powiat Olsztyński (Kreis Allenstein), bis 1998 der Woiwodschaft Olsztyn, seither der Woiwodschaft Ermland-Masuren zugehörig. Im Jahre 2011 zählte Purdka 120 Einwohner.

## Kirche
Bis 1945 war Klein Purden in die evangelische Kirche Allenstein in der Kirchenprovinz Ostpreußen der Kirche der Altpreußischen Union, außerdem in die römisch-katholische Kirche Groß Purden  (polnisch Purda) im damaligen Bistum Ermland eingepfarrt.
Während Purdka weiterhin zur evangelischen und jetzt „Christus-Erlöser-Kirche“ genannten Pfarrei – jetzt in der Diözese Masuren der Evangelisch-Augsburgischen Kirche in Polen – gehört, bleibt katholischerseits für Purdka auch der Bezug zur Kirche in Purda, jetzt im Erzbistum Ermland, bestehen.

## Verkehr
Purdka ist von den Nachbarorten Marcinkowo (Alt Mertinsdorf, 1939 bis 1945 Alt Märtinsdorf) und Purda Leśna (Purden, Forst) auf Nebenstraßen zu erreichen. Über Marcinkowo hat Purdka zudem Anschluss an die PKP-Linie 219: Olsztyn–Ełk (deutsch Allenstein–Lyck).